# Genesis űrszonda
A Genesis a 21. század első anyagminta-visszahozó küldetése. A NASA indította a Discovery-program keretében 2001. augusztus 8-án. A Nap-Föld rendszer L1 pontján néhány mikrogramm mintát gyűjtött a napszél részecskéiből. 2004. szeptember 8-án tért vissza a Földre. Leszálláskor az anyagmintát szállító kapszulának nem nyílt ki az ejtőernyőrendszere és becsapódott a földbe. Az anyagminta egy kis része azonban sértetlen maradt.

## Adatok

### Az űrszonda adatai
Kezdeti tömeg: 636 kg;

Hosszúság: 2,3 méter;

Szélesség: 2 méter;

A napelemtáblák energiatermelése: 254 W;

### A visszatérő kapszula adatai
Tömeg: 225 kg;

Magasság: 1,31 méter;

Átmérő: 1,5 méter;

## Külső hivatkozások

### Magyar oldalak
- NASA-kudarc: földbe csapódott a napszél-vadász
- Hibás rajzok okozták a Genesis vesztét

### Külföldi oldalak

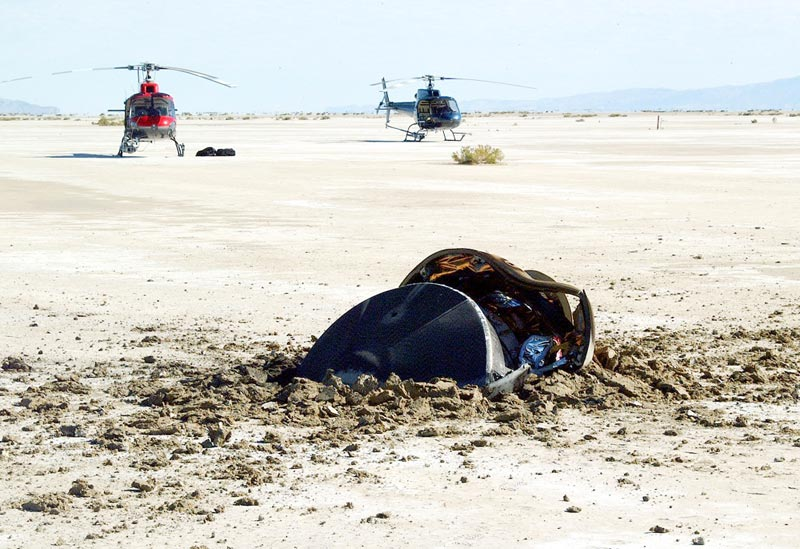
A becsapódott Genesis űrszonda

- A Genesis küldetés honlapja
- Genesis mission